# Kunlong
Kunlong és una ciutat de l'estat de Shan al nord-est de Myanmar, a la frontera entre Kokang i Hsenwi del nord, a la riba del riu Salween. Un ferri permet el pas del riu i és administrat en comú pels dos estats. A finals del segle xix fou destruït pels katxin i va deixar aïllada la regió a l'est del Salween durant uns anys.